# Fil·lita

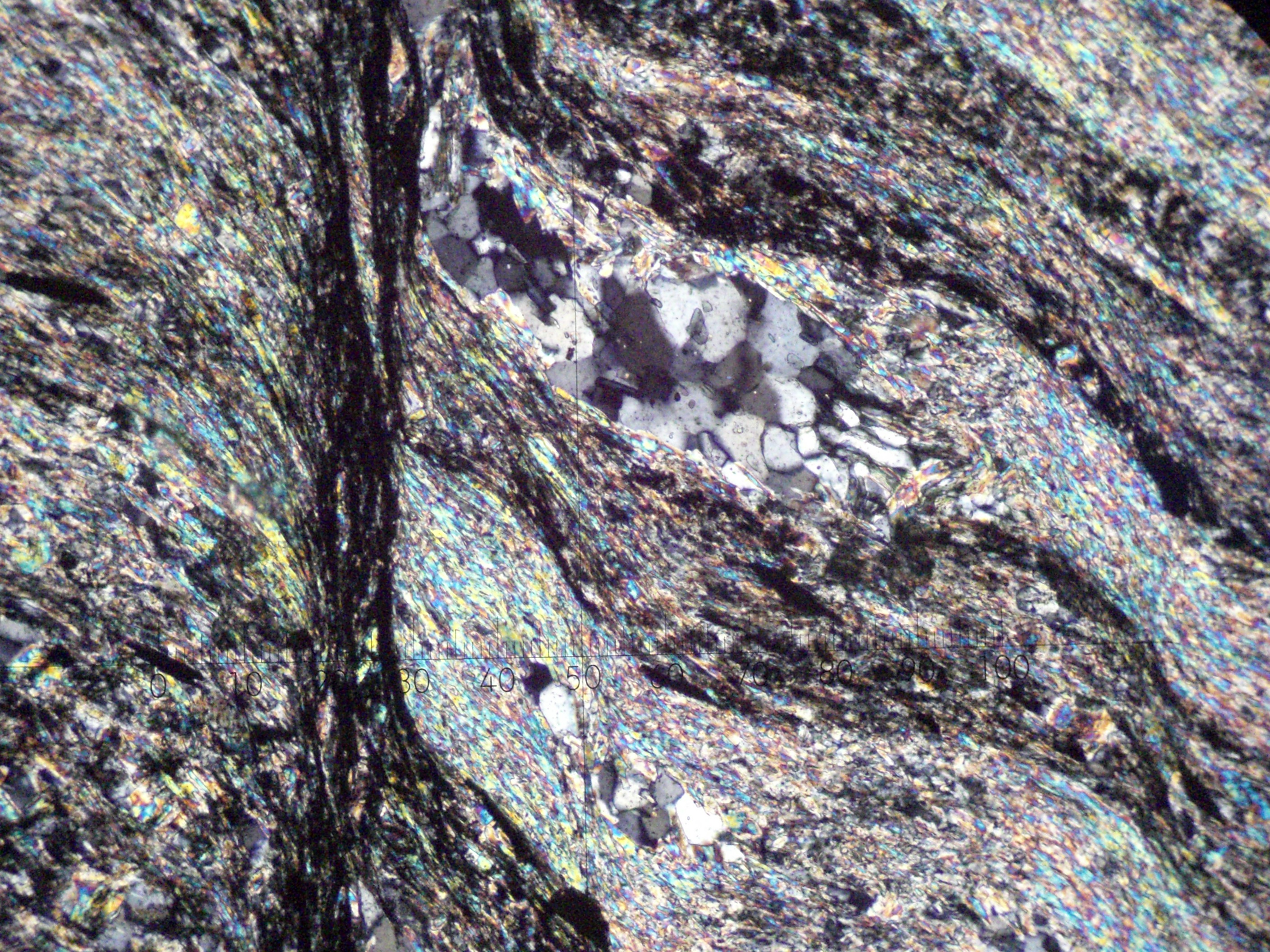
Fotomicrografia d'una secció fina de fil·lita

Fil·lita (en anglès: phyllite) és una paraula derivada del grec φύλλον ('fulla') amb la qual es denomina un tipus de roca metamòrfica foliada. La fil·lita està composta principalment de quars, sericita, mica i de minerals del grup de la clorita; aquesta roca representa una gradació en el grau de metamorfisme entre la pissarra i la mica esquist. Petits cristalls de grafit, sericita o clorita donen una sedosa i de vegades daurada brillantor a les superfícies. La fil·lita es forma pel metamorfisme continu d'una pissarra que s'havia format a partir d'una roca pelítica o argil·lita.
Les fil·lites són normalment negres, grises o grises verdoses pàl·lides. La seva foliació és d'aparença normalment crenulada o ondulada.